# Seret (Fluss)
Der Seret (russisch und ukrainisch Сере́т) ist ein, einschließlich seinem Quellfluss Rechter Seret, 248 Kilometer langer, linker Nebenfluss des Dnister in der Ukraine.
Sein Einzugsbereich beträgt 3900 km². Er entspringt am Nordwestrand der podolischen Platte rund 100 Kilometer östlich von Lwiw und 40 Kilometer nordwestlich von Ternopil und fließt in nahezu Nord-Süd-Richtung, auf der podolischen Platte in seinem Unterlauf ein tiefes Kerbtal hinterlassend, dem Dnister zu. Die Mündung befindet sich in der Nähe des Dorfes Horodok.
In unmittelbarer Nähe seiner Ufer unterhalb der Stadt Tschortkiw befinden sich die Gipskarsthöhlen Uhrin und Werteba.